# ديفيد مريديث
ديفيد مريديث (بالإنجليزية: David Meredith)‏ هو مصور أمريكي، ولد في 1969.